# Landrade de Hesbaye
Pour les articles homonymes, voir Landrada.
Pour les articles homonymes, voir Hesbaye (homonymie).
Landrade, vivante au VIIIe siècle, est la fille de Lambert II de Hesbaye, noble en Hesbaye, et la sœur de Robert Ier de Hesbaye. 
En 764, elle fonda avec son neveu Cancor, cité comte en Rheingau 764-782, l'abbaye de Lorsch. Son fils Chrodegang de Metz en devint l'abbé l'année suivante.
Elle épouse Sigramm, dont elle eut un fils : saint Chrodegang, né vers 712 et mort en 766, qui fut évêque de Metz, fondateur de l'abbaye de Gorze, référendaire de Charles Martel et conseiller de Pépin le Bref.
Des études récentes, notamment les travaux de Christian Settipani, formulent l'hypothèse qu'elle est probablement la sœur de Rotrude, née vers 695, morte en 724, épouse de Charles Martel.

## Sources
- Pierre Riché, Les Carolingiens, une famille qui fit l'Europe, Paris, Hachette, coll. « Pluriel », 1983 (réimpr. 1997), 490 p. (ISBN 2-01-278851-3, présentation en ligne).
- Christian Settipani, Les Ancêtres de Charlemagne, addenda, 1990 et 2000.
- Hervé Pinoteau, La Symbolique royale française, Ve – XVIIIe siècle, P.S.R. éditions, 2004.